# De Havilland Sea Venom
de Havilland Sea Venom je bila palubna verzija lovca de Havilland Venom. Prvič je poletel 19. aprila 1951. Letalo so gradili tudi licenčno kot Aquilon pri francoskem podjetju SNCASE.
Za razliko od originalnega Venoma ima Sea Venom zložljiva krila, zaviralno kljuko in ojačano pristajalno podvozje. 

## Specifikacije (Sea Venom FAW.22)
Podatki iz De Havilland's Sea Vixen, Sturtivant 1990, p. 85.
Splošne karakteristike
- Posadka: 2
- Dolžina: 36 ft 7 in (11,15 m)
- Razpon kril: 42 ft 10 in (13,06 m)
- Višina: 8 ft 6¼ in (2,60 m)
- Površina kril: 279,8 ft² (25,9 m²)
- Maks. vzletna teža: 15 800 lb (7 167 kg)
- Pogon letala: 1 × de Havilland Ghost 105 turboreaktivni motor, 5 300 lbf (23,6 kN)

 Zmogljivost 
- Maks. hitrost: 575 mph (500 vozlov, 927 km/h) na nivoju morja
- Doseg: 705 milj (613 nmi, 1 135 km)
- Višina leta: 39 500 ft (12 040 m)
- Hitrost vzpenjanja: 5 750 ft/min (29,2 m/s)

Oborožitev

- Strelno orožje: 4× 20 mm (.79 in) Hispano Mk.V avtomatski topovi, vsak s 150 naboji
- Rakete: 8× "60lb" RP-3 nevodeni raketi
- Bombe: 2× 1000 lb (450 kg) bombi